# Prunus guatemalensis
Prunus guatemalensis är en rosväxtart som beskrevs av Ivan Murray Johnston. Prunus guatemalensis ingår i släktet prunusar, och familjen rosväxter. Inga underarter finns listade i Catalogue of Life.